# Ditfurt

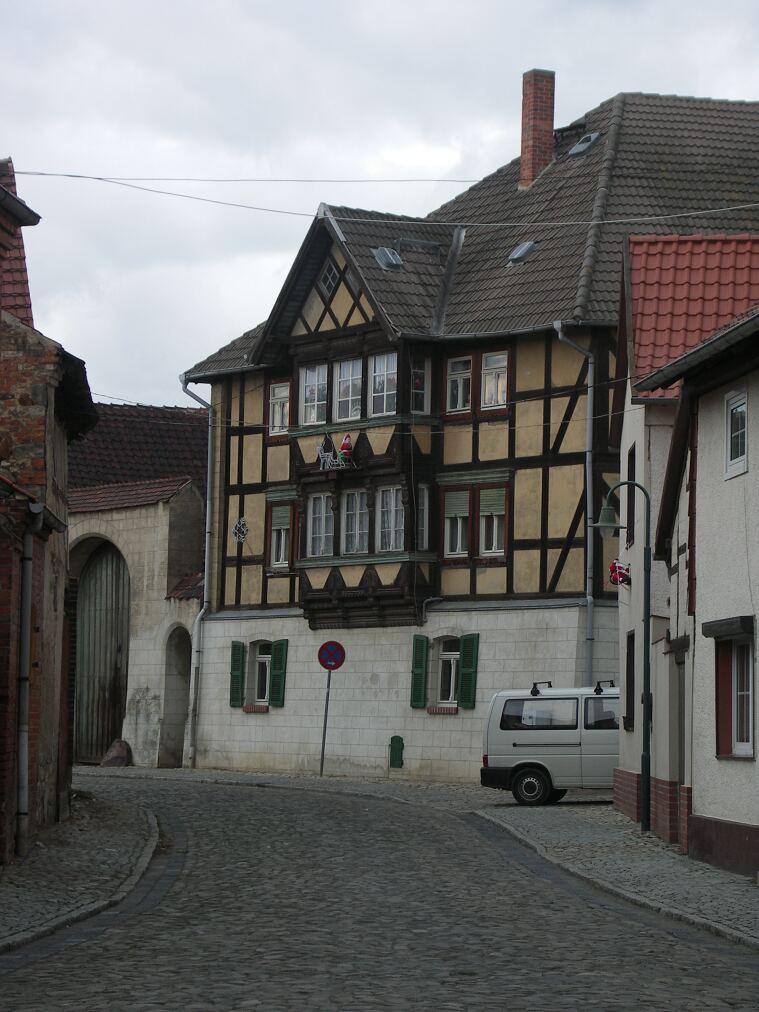
Bauernhof „Spieker“

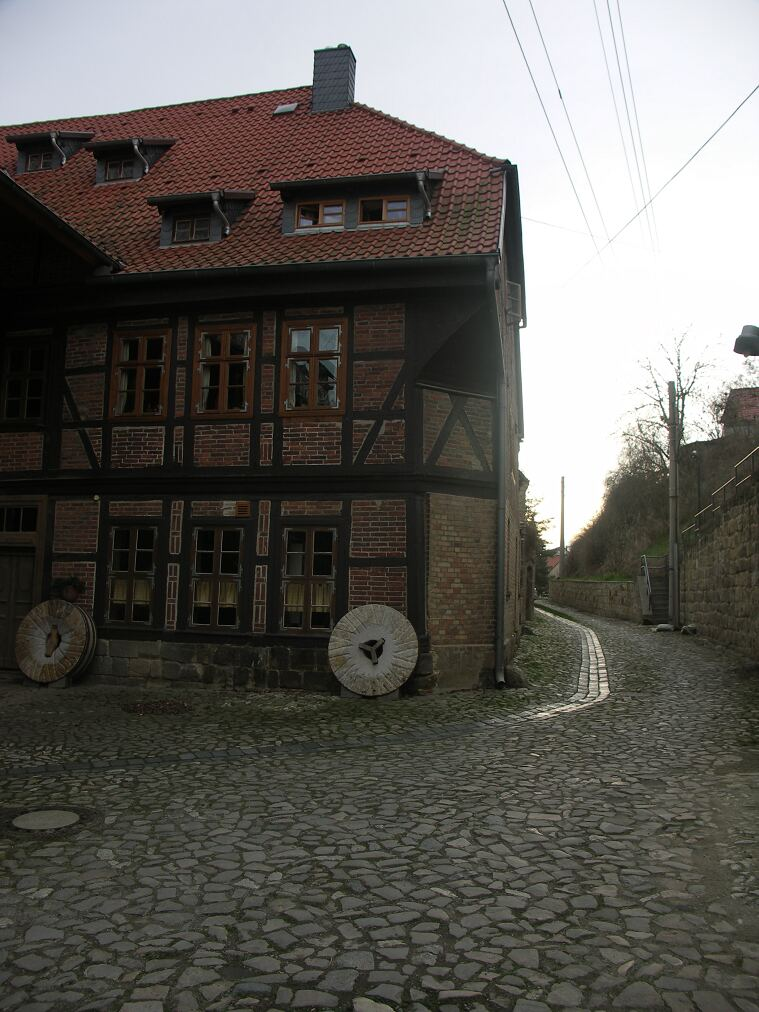
Wassermühle

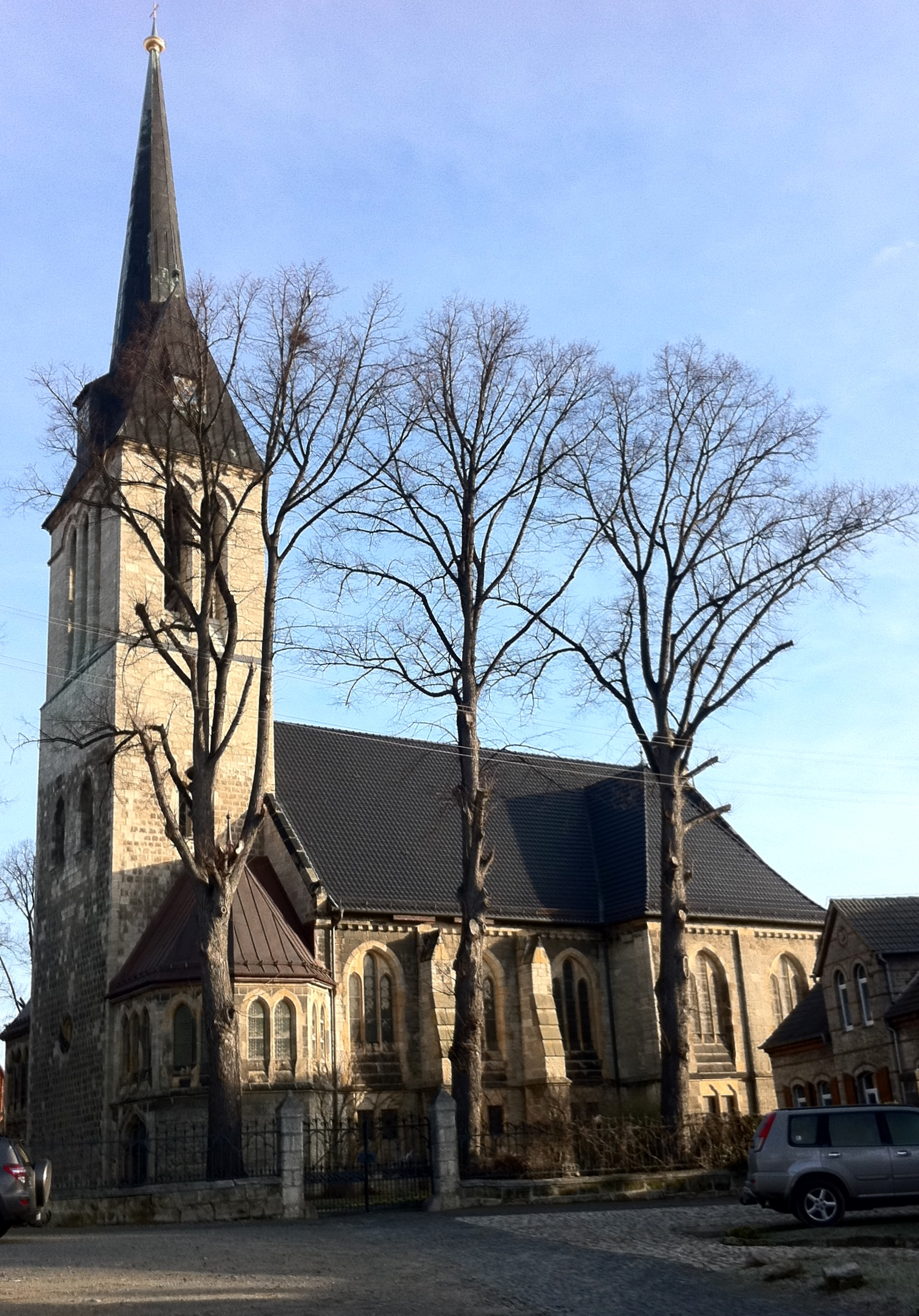
St. Bonifatius

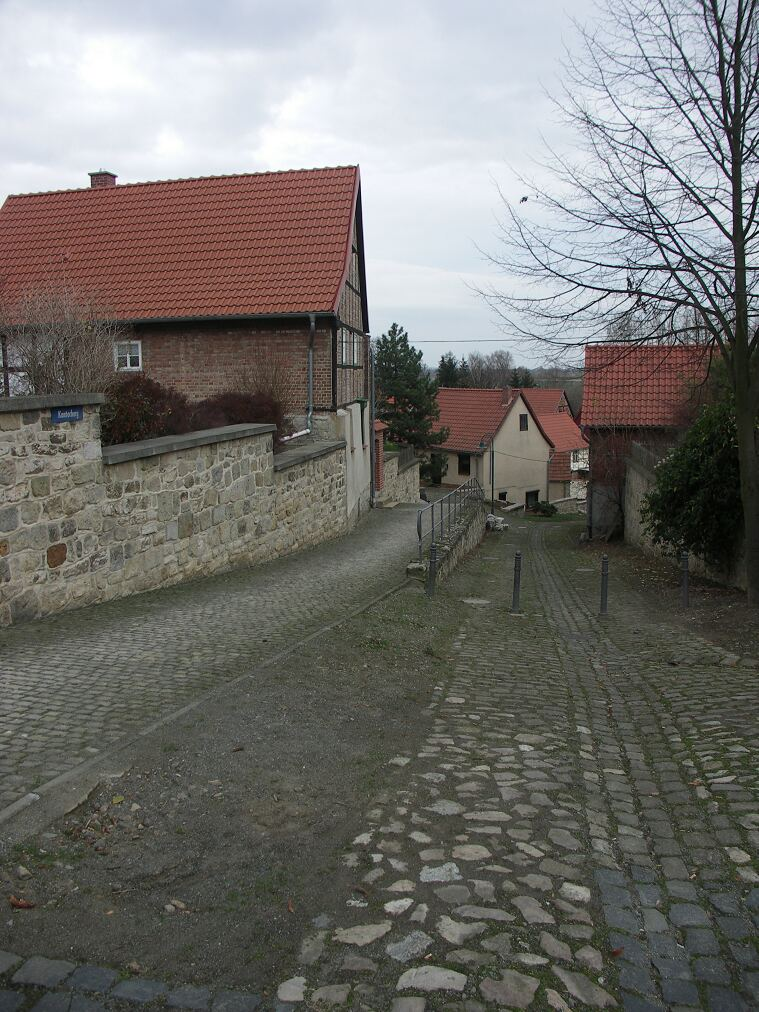
Der „Kantorberg“

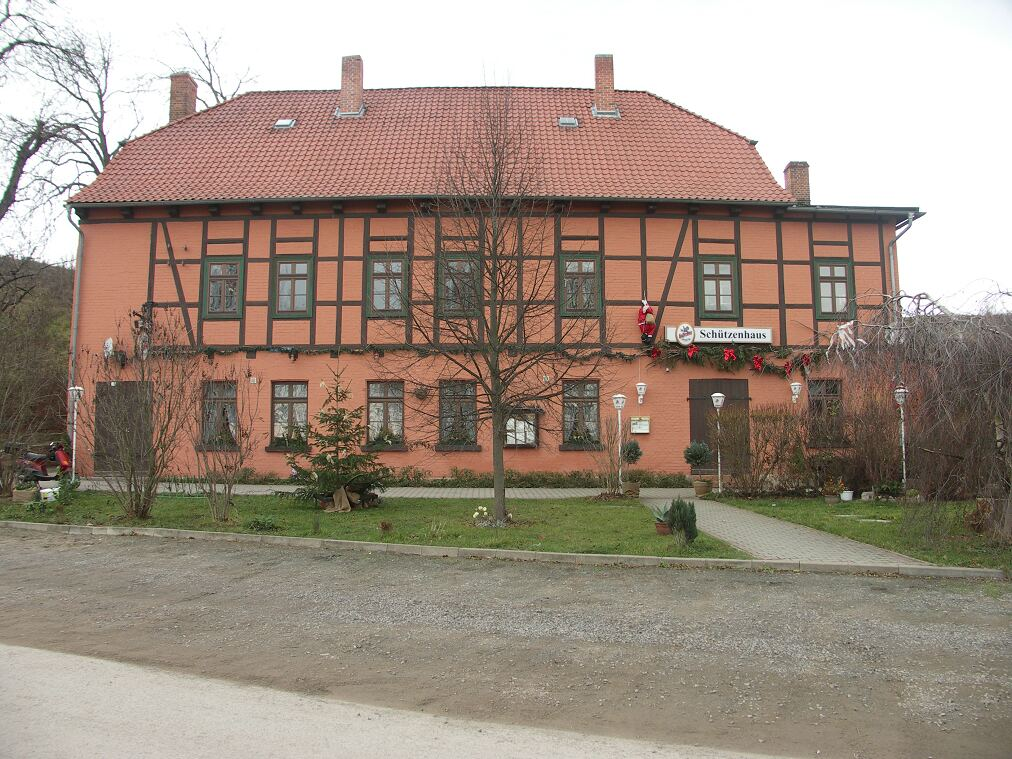
Restaurant „Schützenhaus“

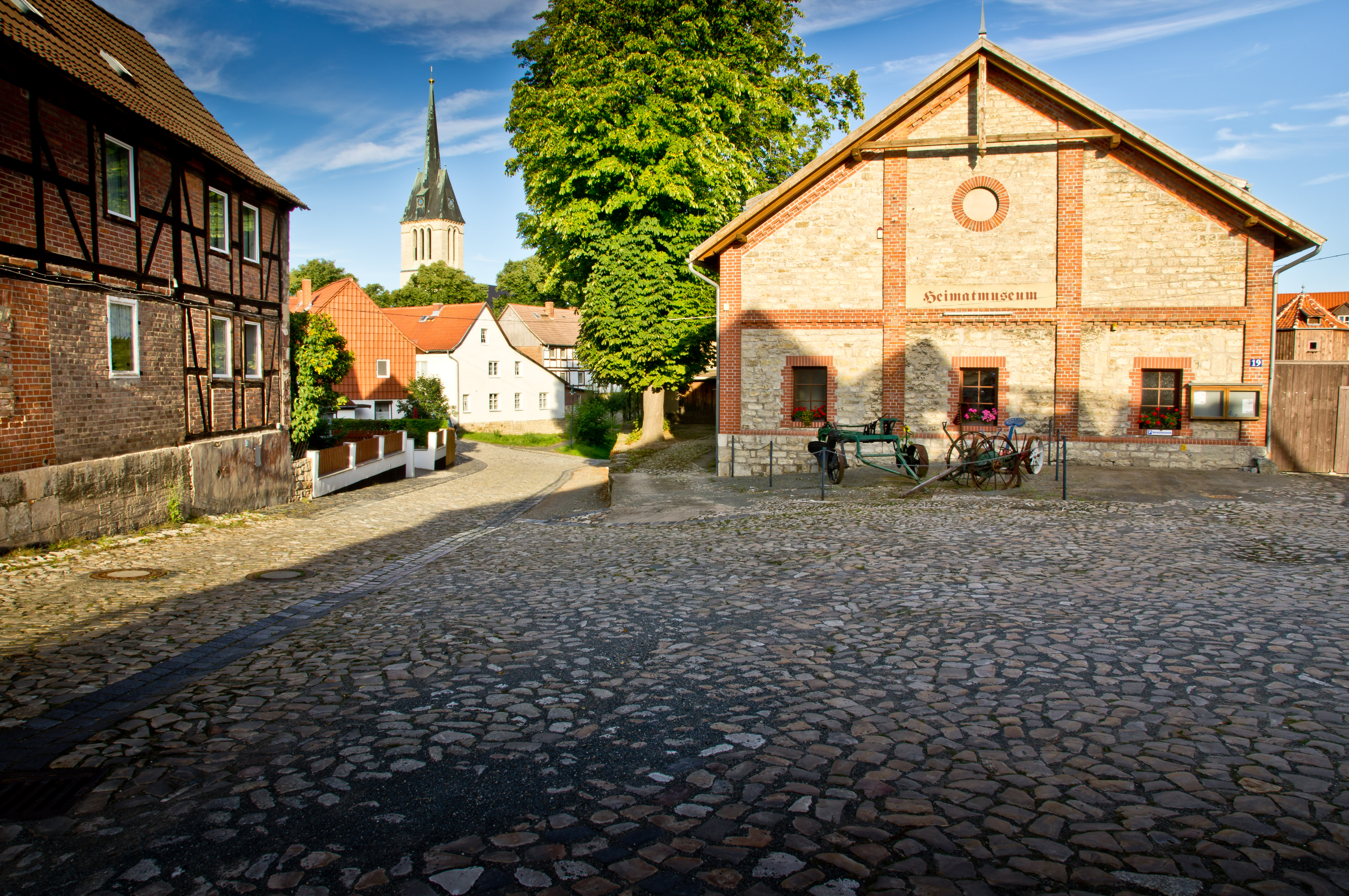
Heimatmuseum (im Hintergrund der Kirchturm von St. Bonifatius)

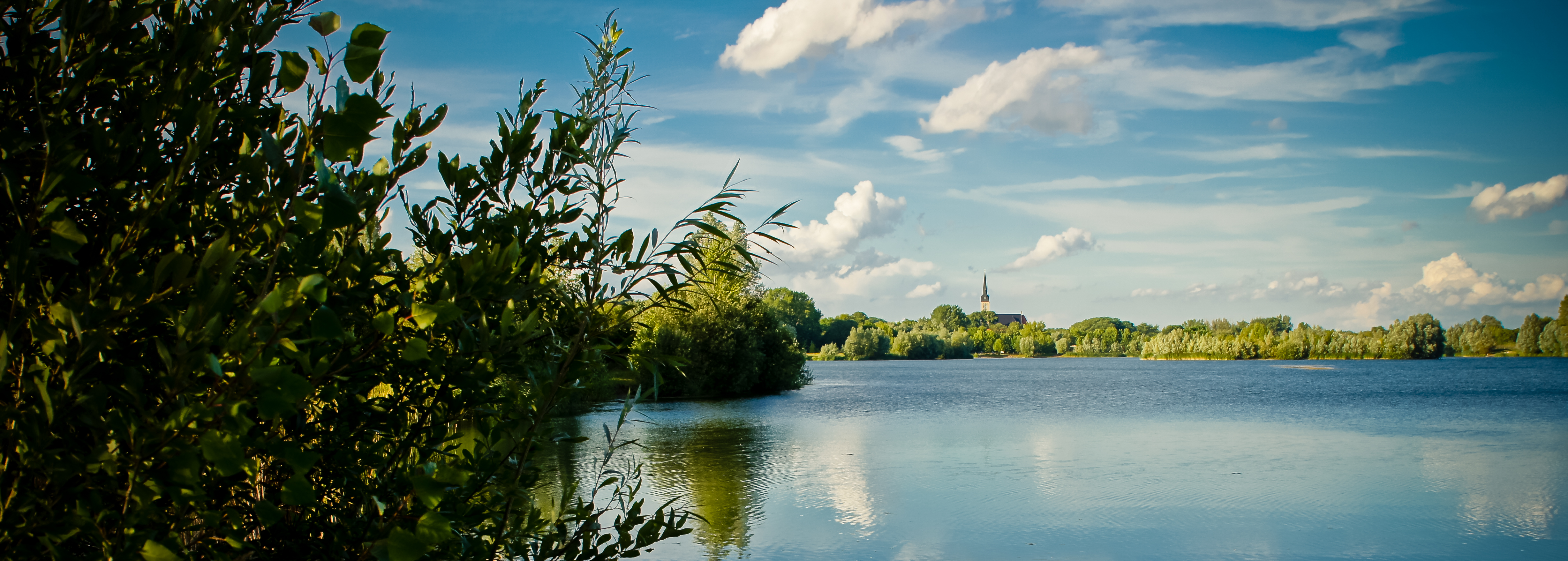
Ditfurter See (von Süden)

Ditfurt ist eine Gemeinde im Nordosten des Landkreises Harz. Die im Tal der Bode liegende Gemeinde gehört zur Verbandsgemeinde Vorharz und liegt etwa sieben Kilometer nordöstlich von Quedlinburg entfernt. Der Ort wird bereits um 800 in Aufzeichnungen des Klosters Fulda erwähnt.

## Geografie
Die Gemeinde Ditfurt gehört zum Bundesland Sachsen-Anhalt. Sie ist umgeben vom Tal der Bode.

## Geschichte

### Ur- und Frühgeschichte
Archäologische Funde – u. a. Steinäxte aus der Bandkeramischen und Tonscherben aus der Schnurkeramischen Kultur – lassen auf eine sehr frühe und durchgehende Besiedelung des Gebietes um Ditfurt schließen.

### Mittelalter
Die Ursprünge Ditfurts gehen bis in die Zeit Karls des Großen (Regierungszeit: 768 bis 814) zurück. Nachdem Karl der Große die Sachsen in den Sachsenkriegen bis an die Saale und Elbe besiegt hatte, ließ er um 800 im Vorharzland eine befestigte Heerstraße bauen – der heute noch sogenannte „Heerweg“. Sein Sohn, Ludwig der Fromme, baute 820 eine kaiserliche Residenzburg an der Stelle, wo heute das Ditfurter Vorwerk steht. Diese Burg bestand unter anderem aus einem hölzernen Wachhaus (das heutige Rathaus) und war von einer zirka zwei Meter hohen Mauer (aus Lehm und Reisig) und einem Graben umgeben. Es gab vier Tore (Pölkentor, Schaftor, Krugtor und Zolltor), die von Wächtern bewacht wurden. Die letzten Spuren dieser Befestigungsanlagen lassen sich auch noch am Hohlweg und der Salzrinnenstraße finden. Im Schutz der Burg begann dann auch die Besiedelung des Ortes. Nach der Zeit Ludwigs des Frommen wurde ein Proviantmagazin, der sogenannte „Spieker“ (altdeutsch für Speicher), gebaut, in dem zur Versorgung der Besatzung der dritte Teil der im Umland eingefahrenen Ernte gelagert wurde.
Die Besatzung der Befestigungsanlage wurde auch zur Beobachtung der Heerstraße und auf den umliegenden Warten eingesetzt. Drei Warten sind aus dieser Zeit bekannt: die Ihlenstedter Warte am Heerweg über der Bode, die Heidberg-Warte auf dem Heidberg und die Warte auf dem heutigen Kirchberg.
Heinrich I ließ um 930 ein Zollhaus errichten (der ehemalige Gasthof „Zum Deutschen Hause“ im Volksmund „Tolle“), das auch als Herberge für Reisende diente. Im Jahre 974 wurde das Haufendorf Ditfurt als Deotfurdum erstmals urkundlich in einer Schenkungsurkunde von Otto II. an das Quedlinburger Stift erwähnt, und nachher Dhietvorden (1148), Ditvorde (1288) und Ditforde (1458).
1333 wurde die Burg von der Äbtissin Jutta von Kranichfeld zum Vorwerk umgebaut. Vom 10. Jahrhundert bis 1479 wurden auf dem Hösekinberg (östlich von Ditfurt) Gerichte, Landtage und Volksversammlungen abgehalten. In der Bode-Niederung fand zu diesen Anlässen auch ein bedeutender Markt statt, der mindestens eine Woche dauerte. In späterer Zeit verlagerte sich dieser Markt in die Neustadt von Quedlinburg. Mehr als 300 Jahre hatten Ditfurter das Marschallamt der Äbtissinnen inne. In Urkunden der Äbtissin Beatrix II von Quedlinburg aus der Zeit von 1147 bis 1149 wird ein Hagimar I. von Ditfurt und sein Sohn Hermann I. genannt.
Kirchenbuchaufzeichnungen gibt es in Ditfurt seit 1595.
Bis ins 17. Jahrhundert (zu dieser Zeit existierten zirka 150 Wohnhäuser) gab es viele größere Brände, die durch nicht vorhandene Schornsteine und strohgedeckte Dächer begünstigt wurden. 1687 wurden Schornsteine Pflicht.
Anzahl der im 17. Jahrhundert abgebrannten Wohnhäuser:
| Jahr | Häuser |
| ---- | ------ |
| 1619 | 42     |
| 1622 | 56     |
| 1634 | 50     |
| 1669 | 68     |

### Neuzeit
Nach dem Dreißigjährigen Krieg war der Ort u. a. durch Einquartierungen und Plünderungen weitgehend verwüstet, die Äcker waren unbestellt und die Einwohnerzahl dezimiert.
Mit der Auflösung des Stifts am 16. August 1802 wurde Ditfurt aus der feudalen Abhängigkeit entlassen und gehörte ab 1803 zum preußischen Königreich. Erbzins und Zehnt wurden allerdings erst im Zuge der Separation in Ditfurt bis 1855/56 abgeschafft.
In den Jahren 1836/37, 1842/43 und 1846 gab es große Dürreperioden mit daraus resultierenden Missernten.
1825 und 1845 gab es Großbrände – 1825 brannten von 441 Wohnhäusern 144 ab.
1841 wurde das Armenhaus und 1843 die Chaussee nach Quedlinburg gebaut. 1856 wurden zwei steinerne Brücken in südöstlicher Richtung über den Mühlgraben und die Wilde Bode gebaut. Dadurch wurden einige alte Holzbrücken (am Schützenhaus, Langesteg und Landessteg) überflüssig.
Bis zum Ende des 18. Jahrhunderts wurde Dreifelderwirtschaft betrieben. Im Verlauf der zweiten Hälfte des 19. Jahrhunderts kamen in der Ditfurter Landwirtschaft vermehrt Maschinen und neue Technologien zum Einsatz:
- ab 1860 Drillmaschinen
- ab 1890 Hackmaschinen
- ab 1880 Reihenzieher zum Kartoffelanbau
- ab 1880 Dampfdreschmaschinen
- ab 1890 Dreischarpflüge (lösten den bisher gebräuchlichen Hakenpflug ab)
- Einsatz von anorganischen Düngemitteln

Am 2. Juli 1862 eröffnete ein Festzug, von Berlin kommend, den Verkehr für die neu erbaute Eisenbahnlinie zwischen Halberstadt und Thale, die heute noch in Betrieb ist.

### Ditfurt zur Zeit der DDR
Auch nach dem Zweiten Weltkrieg war Ditfurt ein von Landwirtschaft geprägtes Dorf. Im Jahr 1949 gab es in Ditfurt 160 landwirtschaftliche Betriebe. Mit der Bodenreform sowjetischen Besatzungszone und der darauf folgenden Kollektivierung der Landwirtschaft mussten die Bauern ihr Land in die neu gegründeten Landwirtschaftliche Produktionsgenossenschaften (LPG) einbringen. Bis zum Ende der DDR existierten zwei LPG für Tierhaltung und Pflanzenproduktion: am 3. Oktober 1952 wurde die LPG (Typ III) „Fortschritt“ und am 15. Juli 1958 die LPG (Typ I) „Neues Leben“ gegründet. Ab 1958 führte man Großflächenbewirtschaftung durch.
Ehemalige Sudetendeutsche bauten in Ditfurt ab 1946 eine Schmuckproduktion auf. Erste Erzeugnisse waren handgefertigte Holzbroschen aus alten Holzfässern. 1958 wurde die „Harzer Schmuck- und Kunststoffe PGH Ditfurt“ gegründet, die neben Schmuck auch Teile für Waschmaschinen produzierte.
Des Weiteren gab es ein „Fischkombinat“, das Fischkonserven verarbeitete. Dieser Betrieb war in der ehemaligen Molkerei ansässig, die 1963 nach Westerhausen verlegt wurde.
Von Mitte der 1970er bis zum Jahr 1998 wurde südlich von Ditfurt Kies abgebaut. Es entstand ein See mit einer Größe von etwa 32 ha.
In der Nähe von Ditfurt befanden sich, neben dem Saatzucht-Versuchsgut, eine Kaserne der Sowjetarmee und ein „funktechnischer Posten“ mit einer P-14-Radaranlage zur Luftraumaufklärung.

### Entwicklung ab Ende des 20. Jahrhunderts
Nach der Wiedervereinigung wurden im Zuge der Privatisierung die in die LPG eingebrachten Ländereien an die vorherigen Eigentümer zurückgegeben. Daraus entstanden eine Agrargenossenschaft (mit 1.407 Hektar) sowie drei unabhängige Landwirtschaften. Insgesamt verfügt der Ort über 2.200 Hektar landwirtschaftlicher Nutzfläche.
Mitte der 1990er Jahre war Ditfurt in der Verwaltungsgemeinschaft Bode-Selke-Aue, die anschließend sich zur Verwaltungsgemeinschaft Ballenstedt/Bode-Selke-Aue vergrößerte. Durch die Gemeindegebietsreform in Sachsen-Anhalt schloss sich Ditfurt zum 1. Januar 2010 der neugegründeten Verbandsgemeinde Vorharz an.

### Einwohnerentwicklung
| Stand         | Zahl | Quelle |
| ------------- | ---- | ------ |
| 13. Dez. 2002 | 1907 |        |
| 31. Dez. 2005 | 1817 |        |
| 31. Dez. 2006 | 1803 |        |
| 31. Dez. 2007 | 1764 |        |
| 31. Dez. 2011 | 1640 | [ 3 ]  |
| 31. Dez. 2013 | 1565 | [ 4 ]  |

Zum 31. Dezember 2008 sah die Einwohnerstruktur wie folgt aus: 11,1 % aller Einwohner waren unter 16 Jahren, 1,7 % zwischen 16–18, 8,1 % 18–25, 10,0 % im Bereich 25–35, 15,9 % 35–45, 24,7 % im Alter 45–60 und 28,6 % über 60 Jahre. Damit waren insgesamt 1003 Einwohner (entspricht 58,7 %) im Altersbereich 18–60 Jahren.

### Herkunft des Ortsnamens
Zur Entstehung des Ortsnamens gibt es eine alte Sage:
Der Teufel und der Herrgott hatten einen Pakt geschlossen. Der Teufel solle über die Berge und Gott über das flache Land herrschen. Als es sich der Teufel genau bedachte, meinte er: „Die Harzberge sind zwar sehr schön, aber es gibt leider nur sehr wenig Menschen und Dörfer dort.“ Also zog er eines Nachts los und sammelte auf dem flachen Land viele Dörfer in einen großen Sack. Als nun die Sonne aufging, war der Sack voll und der Teufel machte sich auf den Weg nach Hause.
Ganz unten in seinem Sack lag ein Dorf, dessen Kirche einen so spitzen Turm hatte, dass diese Spitze ein Loch in den Sack riss und das Dorf gerade am Ufer der Bode aus dem Sack purzelte. Der Teufel sah, dass ein Dorf aus seinem Sack gefallen war. Da es aber schon hell wurde und er nicht bei seinem Treiben gesehen werden wollte, sagte er nur: „Dit’s furt“ und lief schnell weiter.
Durch den Ausruf des Teufels bekam Ditfurt den Namen, den es heute noch trägt.
→ Zur Herkunft der volkstümlichen Bezeichnung der Ditfurter als „Geelbein“ siehe Geelbein, Sage
Etymologisch wird der Ortsname wie folgt erklärt: Die Furt durch die Bode hatte den Namen Diufurt oder Deotfurt, was im Althochdeutschen „Volksfurt“ bzw. „große Furt“ bedeutet.

## Politik

### Gemeinderat
Bei der Kommunalwahl am 26. Mai 2019 entfielen die 12 Sitze des Gemeinderats auf Vertreter von Wählergruppen. Gewählt wurden die Wählergruppe Ditfurt (1409 Stimmen, 8 Sitze) und die Wählergruppe Interessengemeinschaft Feuerwehr (716 Stimmen, 4 Sitze). Die Wahlbeteiligung lag im Jahr 2019 bei 59,9 %. Von den acht gewonnenen Sitzen der Wählergemeinschaft Ditfurt konnten nur sechs besetzt werden, da nicht genug Kandidaten aufgestellt wurden. Somit besteht der Gemeinderat nur aus zehn Sitzen.

### Bürgermeister
Seit 2017 ist Matthias Hellmann (FDP) Bürgermeister. Zuvor hatte Rena Jüngst seit 1996 dieses Amt inne.

### Wappen
Blasonierung: „Im blauen Schild mit goldenem Innenbord zwei schräggekreuzte silberne Vorlegemesser mit dreimal schwarz genagelten goldenen Griffen.“
Die im Wappen dargestellten gekreuzten Kredenzmesser sind auf das Damenstift Quedlinburg zurückzuführen. Diese Messer sind ohne Zweifel mit dem Wappenzeichen der Äbtissin Anna II. zu Stolberg identisch. Zu diesem Thema erschien 1921 im Heimatborn (Beilage zum Quedlinburger Kreisblatt) folgende Veröffentlichung:
„Da der Rat, als er jüngstens den Schoß (=Steuer) erleget, und deshalb es notwendig sei, je nach der Zeit auch Briefwerk zu verschicken, zum Siegeln der Briefe aber kein eigenes Insiegel besitze, gebeten habe, die Äbtissin möchte dem Rat nach ihrem Gefallen ein Insiegel oder Wappen geben, der Rat sich als Stifts-Untertanen bekenne und die Verleihung eines Siegels oder Wappens ein Tun ist, das ewig werden soll, so wird die Äbtissin schon das richtige finden, was sie dem Rate geben will und was ihm gebührt. Im Falle der Rat nun solches erhielte, wollte er, das Insiegel diesen Jahrmarkt graben (gravieren) lassen. […]“
Um 1541 wurde dem Dorf Ditfurt das Recht zur Verwendung dieses Wappens durch die Äbtissin Anna II. zu Stolberg erteilt.
Die Gemeinde beruft sich auf die Darstellung der gekreuzten Messer im Wappenschild von 1710 über der Eingangstür des ehemaligen Amtes in Ditfurt und der Darstellung des Ditfurter Wappens im Band II, Deutsche Ortswappen (Preußen) von Otto Hupp (1925). Hier wird das Wappen in Blau mit zwei schräggekreuzten silbernen Vorlegemessern mit goldenen Griffen blasoniert.
Das aktuelle Wappen wurde vom Heraldiker Karl-Heinz Fritze († 2012) aus Niederorschel gestaltet.
Am 14. Juni 2001 wurde das Ditfurter Wappen durch das Regierungspräsidium Magdeburg genehmigt.
Die Farben der Gemeinde sind Blau – Gold (Gelb).

### Flagge
Die Flagge ist Blau – Gelb – Blau (1:2:1) gestreift mit dem aufgelegten Wappen der Gemeinde.

## Kultur und Sehenswürdigkeiten

### Museen
Im Ditfurter Heimatmuseum sind bäuerlich-handwerkliche und dörfliche Kulturgüter zu sehen. In weiteren Abteilungen sind Archäologie und die Geschichte der Landwirtschaft in der Region dargestellt.

### Sehenswürdigkeiten
- Ditfurter See
- Ditfurter Wassermühle
- Historischer Ortskern mit Spieker
- Kriegerdenkmal (erbaut 1921) für die im Ersten und Zweiten Weltkrieg gefallenen Soldaten aus Ditfurt
- Grabstätten auf dem Ortsfriedhof für einen unbekannten Ungarn und einen namentlich bekannten Jugoslawen, die während des Zweiten Weltkrieges nach Deutschland verschleppt und Opfer von Zwangsarbeit wurden
- Sankt-Bonifatius-Kirche
- freistehendes Fachwerk-Rathaus des Fleckens Ditfurt, dat. 1534, mit spätgotischen Heiligenfiguren, Arrestanbau

### Persönlichkeiten
- Mit dem Ortsnamen ist das Adelsgeschlecht von Ditfurth verbunden.
- Heinrich Mette (* 1735 Ditfurt; † 1806 Quedlinburg), Gärtner, Unternehmer und Mitbegründer der Saatzuchtwirtschaft in Quedlinburg.
- Max Schewe (1896–1951), Maler und Graphiker

## Wirtschaft und Infrastruktur

### Verkehr
In unmittelbarer Nähe des Ortes (zwischen Quedlinburg und Ditfurt) gibt es eine Auffahrt (Quedlinburg Ost / L66) zur neu entstandenen Bundesautobahn 36. Ditfurt besitzt mit der Bahnstrecke Halberstadt–Quedlinburg–Thale Anschluss an das Eisenbahnnetz. Durch eine Buslinie der Harzer Verkehrsbetriebe ist Ditfurt mit der Stadt Quedlinburg verbunden.